# Gregori de Capadòcia
Gregori de Capadòcia, també conegut com a Gregori d'Alexandria, va ser un patriarca arrià d'Alexandria, nomenat pel concili d'Antioquia, dominat pels arrians, l'any 341, en lloc d'Atanasi, que n'havia estat deposat i havia pogut fugir. La seu havia estat prèviament oferta a Eusebi d'Èmesa, que l'havia rebutjada.
Suposadament havia nascut a Capadòcia, i probablement és la persona d'aquest nom esmentada per Gregori de Nazianz que diu que va ser rebut amb amabilitat per Atanasi i després el va trair i el va acusar de matar Arseni, bisbe de Hipselis a l'Alt Egipte.
La força militar el va establir com a patriarca i Atanasi va haver de fugir enmig d'una celebració eclesiàstica, amb gran dificultat. Segons Atanasi va ser un violent perseguidor dels catòlics o trinitaris, donant suport als tribunals que els condemnaven, però els trinitaris eren també força violents i queda constància de què van cremar l'església de Dionisi a Alexandria.
Encara era a la seu l'any 343 quan es va fer el concili de Sardica que el va declarar deposat i el va qualificar de «no cristià». Segons Atanasi hauria mort abans del 349 (quan Atanasi va retornar del seu segon exili) i hauria governat el bisbat durant uns 8 anys. En canvi Sòcrates Escolàstic i Hèrmies Sozomen diuen que va mantenir el càrrec fins a una data entre el 354 i el 356, quan els mateixos arrians el van deposar, ja que el consideraven massa feble i causant de desgràcies com l'incendi de l'església de Dionís. El va succeir Jordi de Capadòcia.